# Anti Social Cool Kid
Anti Social Cool Kid es el quinto álbum de estudio del rapero marroquí Beny Jr. Fue lanzado el 15 de febrero de 2024 bajo el sello discográfico LF BABYS.

## Contexto, lanzamiento y recepción
En el mes de la publicación del álbum, el marroquí se encontraba con 5,7 millones de oyentes en Spotify, siendo uno de los más escuchados en España solo por detrás de Rosalía, Bad Gyal, Morad y Aitana.  También venía de lanzar dos meses antes su cuarto álbum de estudio: La soledad aburre pero no traiciona.
Beny Jr se popularizó por su austera exposición a las redes sociales, por lo tanto el disco fue publicado en YouTube el 15 de febrero de 2024, sin aviso ni promoción por parte del artista, consto de trece temas y ninguna colaboración.
El disco ingresó a la lista de los 100 álbumes más escuchados de España en el puesto número 58.º El álbum estuvo dieciocho semanas en los 100 más escuchados, llegando al puesto séptimo «Dime si tú me quieres ver - Part 2» se ubicó en los diez videos más populares en la semana de su publicación. El álbum, hasta el mes de junio, superaba las 200 mil reproducciones diarias.

## Lista de canciones
Todas las letras escritas por Beny Junior.
| Anti Social Cool kid |                                       |          |  |
| N.º                  | Título                                | Duración |  |
| 1.                   | «Anti Social Cool kid»                | 2:25     |  |
| 2.                   | «Aruba Bay»                           | 2:42     |  |
| 3.                   | «Desilusionado»                       | 2:22     |  |
| 4.                   | «Ajena - Part 2»                      | 3:25     |  |
| 5.                   | «Estación espacial»                   | 3:16     |  |
| 6.                   | «Luna llena»                          | 2:49     |  |
| 7.                   | «Dime si tú me quieres ver? - Part 2» | 2:36     |  |
| 8.                   | «Carta en blanco»                     | 4:01     |  |
| 9.                   | «Cereza de certeza»                   | 2:41     |  |
| 10.                  | «Jack sin Sally»                      | 2:40     |  |
| 11.                  | «Kensington date»                     | 2:58     |  |
| 12.                  | «TrankiBoy»                           | 3:08     |  |
| 13.                  | «SMS»                                 | 2:56     |  |
| 38:06                |                                       |          |  |